# Nguyễn Văn Cảnh (chính khách)
Nguyễn Văn Cảnh (sinh ngày 7 tháng 12 năm 1977) là một chính trị gia và doanh nhân người Việt Nam. Ông hiện là đại biểu quốc hội Việt Nam khóa 15 nhiệm kì 2021-2026, thuộc đoàn đại biểu quốc hội tỉnh Bình Định. Ông từng là đại biểu không phải là đảng viên Đảng Cộng sản Việt Nam trúng cử đại biểu quốc hội 13 (2011-2016) năm 2011. Sau đó ông gia nhập Đảng Cộng sản Việt Nam vào 11/06/2012  Ông từng là Ủy viên thường trực Ủy ban Khoa học, Công nghệ và Môi trường của Quốc hội Việt Nam, sau đó ông xin thôi nhiệm vụ chuyên trách này và đã được quốc hội chấp thuận từ tháng 2 năm 2017.

## Xuất thân
Nguyễn Văn Cảnh sinh ngày 7 tháng 12 năm 1977 quê quán ở xã Cát Tài, huyện Phù Cát, tỉnh Bình Định.
Ông hiện cư trú ở Số 2 Hoàng Cầu, quận Đống Đa, thành phố Hà Nội.

## Giáo dục
- Giáo dục phổ thông: 12/12
- Trường Đại học Kinh tế Thành phố Hồ Chí Minh chuyên ngành Quản trị
- Thạc sĩ Kinh tế
- Cao cấp lí luận chính trị (tháng 8 năm 2012)[3]

## Sự nghiệp
Ông gia nhập Đảng Cộng sản Việt Nam ngày 11 tháng 6 năm 2012.
Ông hiện là Phó Giám đốc Công ty TNHH Dịch vụ Du lịch Quốc Thắng, tỉnh Bình Định.
Làm việc tại văn phòng đoàn đại biểu Quốc hội và Hội đồng nhân dân tỉnh Bình Định

## Đại biểu quốc hội khóa 13, 14, 15

### Xin thôi chức vụ Đại biểu Quốc hội chuyên trách trung ương
Nguyễn Văn Cảnh được trung ương giới thiệu ứng cử. Ông từng là Ủy viên thường trực Ủy ban Khoa học, Công nghệ và Môi trường của Quốc hội Việt Nam, sau đó ông xin thôi nhiệm vụ chuyên trách này và đã được quốc hội chấp thuận từ tháng 2 năm 2017 dù chức vụ này được nhận ưu đãi ngang hàm Tổng cục trưởng, với lí do điều kiện gia đình. Đây là lần đầu tiên trong lịch sử Quốc hội Việt Nam có một đại biểu từ chức nhiệm vụ này.

### Đề nghị đổi giờ làm việc của công chức hành chính, giáo dục
Sáng ngày 31 tháng 10 năm 2017, khi thảo luận tình hình kinh tế xã hội ở hội trường Quốc hội, ông đề nghị Chính phủ Việt Nam điều chỉnh giờ làm việc của công chức khối hành chính dịch vụ công và khối giáo dục công lập ở các đô thị trên khắp cả nước từ 8h30, kết thúc lúc 17h, nghỉ trưa một tiếng vì ông cho rằng thế giới đã nghiên cứu và áp dụng giờ làm như vậy là hợp lý. Hiện tại giờ làm việc của công chức Việt Nam là từ 7h30 đến 17h, thời gian nghỉ trưa từ 1,5 đến 2 tiếng.

### Đề xuất xây dựng luật Phòng chống phản bội Tổ quốc
Sáng ngày 25 tháng 5 năm 2018, tại phiên thảo luận kinh tế - xã hội kì họp thứ 5 Quốc hội khóa 14, Nguyễn Văn Cảnh đề xuất xây dựng Luật Phòng chống phản bội Tổ quốc để nhận diện đối tượng, hành vi phản bội Tổ quốc theo điều 44 Hiến pháp Việt Nam 2013.

### Đề nghị cho đấu giá biển số xe đẹp
Sáng ngày 25 tháng 5 năm 2018, tại phiên thảo luận kinh tế - xã hội kì họp thứ 5 Quốc hội khóa 14, Nguyễn Văn Cảnh đề nghị cho đấu giá biển số xe đẹp kèm mở rộng kho số đẹp để tăng thu ngân sách. 
Đề xuất khởi động chọn Quốc phục Việt Nam
Sáng ngày 01 tháng 11 năm 2024, Quốc hội thảo luận về chủ trương đầu tư Chương trình mục tiêu quốc gia phát triển văn hóa giai đoạn 2025-2030. ĐB Nguyễn Văn Cảnh nêu quan điểm Bộ nhận diện bản sắc Việt Nam chưa rõ nét, giới trẻ hiện nay quan tâm nhiều đến quốc phục, đại biểu Quốc hội cho rằng đây là thời điểm phù hợp để khởi động lại việc chọn quốc phục.
Đề xuất thí điểm nhập làn xe theo kiểu "Dây kéo áo" - Zipper Merge khi giao thông ùn tắc
Sáng ngày 23 tháng 6 năm 2025, trong phiên thảo luận tại Quốc hội về dự thảo Nghị quyết xử lý khó khăn, vướng mắc do quy định pháp luật, đại biểu Nguyễn Văn Cảnh (Bình Định) đề xuất thí điểm áp dụng quy tắc nhập làn.
Hiến kế tổ chức di chuyển theo khối để tránh ùn tắc tại các vòng xoay
Sáng ngày 28 tháng 5 năm 2025, Quốc hội thảo luận về dự luật sửa đổi, bổ sung một số điều của Luật Sử dụng năng lượng tiết kiệm và hiệu quả. 
Đại biểu Nguyễn Văn Cảnh đề xuất thay vì để xe cộ tự do vào - ra khỏi vòng xoay. Tại đây đã lắp đặt 4 trụ tín hiệu giao thông để điều tiết các xe từ bên ngoài vòng xoay và bên trong vòng xoay có hai vạch dừng nhường đường cho các xe. Như vậy, các xe được chia thành 6 khối xe. Trung tâm điều khiển có thể dễ dàng điều khiển 6 khối xe thông qua tín hiệu đèn để không xảy ra quá tải trong vòng xoay, không tắc nghẽn giao thông từ bất kỳ hướng nào, giúp hạ tầng xung quanh khu vực được sử dụng hiệu quả. 